# جیم ودربی
جیم دانالد "وکسب" ودربی (به انگلیسی: James Donald "Wxb" Wetherbee) فضانورد اهل کشور ایالات متحده آمریکا است که در ۲۷ نوامبر ۱۹۵۲ میلادی در فلوشینگ، کویینز زاده شد. وی در مأموریت اس‌تی‌اس-۳۲، اس‌تی‌اس-۵۲، اس‌تی‌اس-۶۳، اس‌تی‌اس-۸۶، اس‌تی‌اس-۱۰۲، اس‌تی‌اس-۱۱۳ حضور داشته است.